# نيد كوليت
نيد كوليت (بالإنجليزية: Ned Collette)‏ هو كاتب أغاني ومغني أسترالي، ولد في 6 سبتمبر 1979 في Carlton, Victoria ‏ في أستراليا.

## وصلات خارجية
- الموقع الرسمي
- نيد كوليت على موقع ميوزك برينز (الإنجليزية)
- نيد كوليت على موقع أول ميوزيك (الإنجليزية)
- نيد كوليت على موقع ديسكوغز (الإنجليزية)